# Université nationale d'art théâtral et cinématographique Ion Luca Caragiale
L'université nationale d'art théâtral et cinématographique Ion-Luca-Caragiale est une université publique de Bucarest, en Roumanie, fondée en 1954.
Elle porte le nom du romancier Ion Luca Caragiale.

## Professeurs
- Doina Ruști, écrivaine

## Anciens élèves
- Ilarion Ciobanu
- Ana Ularu
- Mitzura Arghezi